# الاعتراف القانوني بالعلاقات المثلية في الجبل الأسود
سيعترف الجبل الأسود قانونيا بالعلاقات المثلية اعتبارًا من يوليو 2021. في يوليو 2020، أقر برلمان الجبل الأسود مشروع قانون، بأغلبية 42 صوتًا لصالح مقابل 5 أصوات ضد (42-5)، للاعتراف بشراكات الحياة للشركاء المثليين. تم التوقيع عليه ليصبح قانونًا في 3 يوليو من قبل الرئيس ميلو جوكانوفيتش وسيدخل حيز التنفيذ في عام 2021.

## الخلفية
تم المصادقة على دستور الجبل الأسود في عام 2007، سنة واحدة بعد الاستقلال. تنص المادة 71 من الدستور على ما يلي: «لا يجوز عقد الزواج إلا على أساس الموافقة الحرة للمرأة والرجل. ويجب أن يقوم الزواج على أساس المساواة بين الزوجين». تم تفسير الصياغة على أنها تحظر زواج المثليين.

## شراكات الحياة
في 13 تشرين الثاني/نوفمبر 2012، صرح نائب رئيس الوزراء، دوشكو ماركوفيتش، بأن حكومة الجبل الأسود ستعد مشروع قانون يمنح شكلاً من أشكال الاعتراف القانوني بالشركاء المثليين. في عام 2018، قامت وزارة حقوق الإنسان وحقوق الأقليات بصياغة مشروع قانون لتشريع الشراكات المسجلة. وبموجب مشروع القانون، سيتمكن الشركاء المثليون من تسجيل علاقاتهم وتلقي بعض الحقوق والمزايا والمسؤوليات المتعلقة بالزواج. وهذا لا يشمل حقوق التبني والحضانة المؤقتة للأطفال. أعلن كل من الكنيسة الصربية الأرثوذكسية والجبهة الديمقراطية عن معارضتهم للاقتراح، مدعين انه س«يحطم» القيم المسيحية والحياة الأسرية في الجبل الأسود. في 27 ديسمبر 2018، وافقت الحكومة على مشروع القانون. إذا سُنّ وتمت المصادقة عليه، فسيدخل حيز التنفيذ بعد سنة واحدة. تم تقديم مشروع القانون في البرلمان في 24 يناير 2019. في 27 فبراير 2019، تم دعمه من قبل اللجنة البرلمانية لحقوق الإنسان. ومع ذلك، في 31 يوليو 2019، تم إسقاط مشروع القانون من قبل البرلمانيين، بقيادة الجبهة الديمقراطية، بأغلبية 38 صوتا لصالح مقابل 4 أصوات ضد وامتناع 39 عن التصويت (38-4-39). لم تتحقق الأغلبية اللازمة البالغة 41 صوتًا لصالح. وقام كل من الحزب الديمقراطي للاشتراكيين، والحزب الديمقراطي الاشتراكي والحزب الليبرالي بدعم مشروع القانون.
في 12 ديسمبر 2019، وافقت الحكومة على مشروع قانون ثاني مماثل. تم تقديمه إلى البرلمان في 14 يناير 2020. في 18 يونيو 2020، تم دعم مشروع القانون من قبل اللجنة البرلمانية لحقوق الإنسان، وفي 1 يوليو 2020، وافق البرلمان على مشروع القانون بأغلبية 42 صوتا لصالح مقابل 5 صوتا ضد (42-5). وتم تأييد مشروع القانون من قبل الحزب الديمقراطي للاشتراكيين، والحزب الاشتراكي الديمقراطي، والحزب الديمقراطي الاجتماعي (باستثناء نائب واحد)، والحزب الليبرالي ونائب واحد من التحالف الديمقراطي. وقد عارضته المعارضة، بالإضافة إلى ثلاثة أحزاب تمثل الأقليات العرقية (الكروات، البوشناق، والألبان). تم التوقيع على مشروع القانون ليصبح قانونًا في 3 يوليو 2020 من قبل الرئيس ميلو جوكانوفيتش، وتم نشره في 7 يوليو 2020 في الجريدة الرسمية للجبل الأسود. دخل حيز التنفيذ في 15 يوليو وسيدخل حيز التنفيذ في 15 يوليو 2021، بعد الانتهاء من اللوائح وتدريب كتبة الحكومة.
رحب رئيس الوزراء دوشكو ماركوفيتش بإقرار القانون، مغردًا على تويتر بأنه «خطوة كبيرة في الاتجاه الصحيح لمجتمع الجبل الأسود، ونضجه الديمقراطي وعمليات الاندماج. المساواة والحقوق نفسها للجميع هي حجر الزاوية في القيم الإنسانية والأوروبية. أريد أن أشكر مجتمع الميم على الحوار والمساهمة. لا يمكن أن يكون هناك مجال للتمييز على أساس التوجه الجنسي في الجبل الأسود الأوروبي.» ينص التشريع على «شراكات الحياة» (باللغة المونتنغرية: životno partnertsvo) للشركاء المثليين ويضمن العديد من الحقوق والالتزامات القانونية، بما في ذلك الميراث، والوصاية، والممتلكات، وزيارات المستشفيات والسجون، والعنف المنزلي، ورعاية أطفال الشركاء المثليين، وما إلى ذلك، ولكنه يستبعد حقوق التبني.
| الحزب السياسي                | صوت لصالح | Votes صوت ضد | امتنع أو غائپ (لم يصوت) |
| ---------------------------- | --------- | ------------ | ----------------------- |
| الحزب الديمقراطي للاشتراكيين | 35        | -            | -                       |
| الجبهة الديمقراطية           | -         | -            | 18                      |
| الجبل الأسود الديمقراطي      | -         | -            | 8                       |
| لصالح الجميع                 | -         | -            | 6                       |
| الحزب الديمقراطي الاشتراكي   | 3         | 1            | -                       |
| الديمقراطيون الاجتماعيون     | 2         | -            | -                       |
| التحالف الديمقراطي           | 1         | -            | 1                       |
| حزب البوشناق                 | -         | 2            | -                       |
| المبادرة المدنية الكرواتية   | -         | 1            | -                       |
| الحزب الليبرالي              | 1         | -            | -                       |
| القوة الديمقراطية الجديدة    | -         | 1            | -                       |
| عمل الإصلاح الموحد           | -         | -            | 1                       |
| العدد الإجمالي               | 42        | 5            | 34                      |